# Sin Permiso
Sin Permiso es una revista electrónica de política internacional en lengua española de izquierdas de aparición semanal. También existe una revista anual en soporte de papel con el mismo nombre y del mismo consejo editorial.

## Formatos y financiación
Sin Permiso tiene dos formatos, papel y electrónico. 
- Formato en papel, el primer número apareció en mayo de 2006, y fue de una periodicidad semestral. Los artículos de la revista impresa son de contenido en general teórico. El último número se publicó en el año 2020, momento en que se decidió la no continuación en papel.
- Formato electrónico tiene una periodicidad semanal y apareció a mediados de 2005. Todos los artículos del semanario electrónico -de actualidad y en general más cortos que los de la revista impresa-, son de acceso libre y gratuito.

Sin Permiso no recibe ningún tipo de subvención pública ni privada, y su existencia solo es posible gracias al trabajo voluntario de sus colaboradores y traductores, y a las donaciones de sus lectores.[cita requerida]

## Promotores, ideología y dirección
El núcleo promotor de Sin Permiso está formado por un reducido equipo de personas. Este núcleo promotor proviene de distintas corrientes de la tradición socialista, en un sentido amplio del término, que incluye a la socialdemocracia, al laborismo, varias corrientes del comunismo, al anarquismo obrero y al sindicalismo revolucionario.
En la presentación de los propósitos y objetivos de esta revista se apunta que para sus promotores "la república, la democracia y el socialismo no son ideales académicos desencarnados, sino veteranas tradiciones encarnadas en luchas populares que, no por derrotadas una y otra vez, han dejado de arraigar en nuestros respectivos países y de decantarse históricamente en ellos en formas particularmente ricas y complejas, nunca desprovistas de lecciones y de relevancia universales. Honrar lo mejor de esas tradiciones, tratando de ponerlas a la altura de los tiempos, no es el menor de los propósitos" de Sin Permiso. [cita requerida]
El editor general fue hasta su muerte Antoni Domènech (1952-2017). El comité de redacción lo componen María Julia Bertomeu, Daniel Raventós, Carlos Abel Suárez, Gustavo Buster - Agustín Santos Maraver, David Casassas, Àngel Ferrero, Edgar Manjarín, Julio Martínez-Cava, Aylinn Torres Santana, Julio César Guanche.

## Historia de la denominación
El nombre de la revista proviene de un fragmento de la Crítica del Programa de Gotha de Karl Marx:

El trabajo no es 'la fuente de toda la riqueza'. La naturaleza no es menos fuente de los valores de uso (¡y en éstos consiste la riqueza objetiva!) que el trabajo, el cual no es sino la manifestación de una fuerza natural, la fuerza humana de trabajo. Aquella frase se halla en todas las fábulas para niños, y sólo es verdadera, si se supone que en el trabajo van incluidos los medios y los objetos que le acompañan. Pero un programa socialista no puede permitirse esos modos burgueses de hablar, en los que se pone sordina a los supuestos que le dan su sentido a la frase. Sólo en la medida en que el hombre se relaciona de buen principio como propietario de la naturaleza -que es la primera fuente de todos los medios y los objetos de trabajo-, sólo en la medida en que la trata como cosa suya, será el trabajo fuente de valores de uso, es decir, de riqueza. Los burgueses tienen muy buenas razones para fantasear que el trabajo es una fuerza creativa sobrenatural; pues precisamente de la determinación natural del trabajo se sigue que el hombre que no posea otra propiedad que su propia fuerza de trabajo, en cualesquiera situaciones sociales y culturales, tiene que ser el esclavo de los otros hombres, de los que se han hecho con la propiedad de las condiciones objetivas del trabajo. Sólo puede trabajar con el permiso de éstos, es decir: sólo puede vivir con su permiso.
Crítica del Programa de Gotha, Karl Marx.

## Articulistas
La revista tiene producción propia de artículos y también traduce trabajos de otros autores. Son habituales del semanario electrónico: Mike Davis, Michael R. Krätke, Tariq Ali, Dean Baker, Elmar Altvater, Hugo Blanco Galdós, Barbara Ehrenreich, Alejandro Nadal, Rossana Rossanda, Javier Diez Canseco, Mike Whitney, Joseph Stiglitz, Maurizio Matteuzzi, Naomi Klein, José Luis Fiori, Noam Chomsky, Walden Bello, Emir Sader, Amy Goodman, Vivek Chibber, Yanis Varufakis, Michael Hudson, Adolfo Gilly, Daniel Raventós, Julen Bollain o Antoni Domènech, entre muchos otros. En septiembre de 2023 se habían publicado más de 15.000 artículos, entrevistas y otros escritos de más de 5.000 autores y autoras.

## Consejo editorial
El consejo editorial de Sin Permiso incluye, entre otros, a:
| - Tariq Ali - Elmar Altvater - Xosé Manuel Beiras - Hugo Blanco Galdós - Frei Betto - Dieter Boris - Robert Brenner | - Gustavo Búster - Miguel Candel - Luciano Canfora - Jordi Dauder - Mike Davis - Javier Diez Canseco - José Luis Fiori | - Josep Fontana - Florence Gauthier - Ángeles Lizón - Rubén Lo Vuolo - Rossana Rossanda - Miguel Riera - Emir Sader | - Amaranta Süss - Philippe Van Parijs - Julie Wark - Erik Olin Wright |